# Oberpöbel

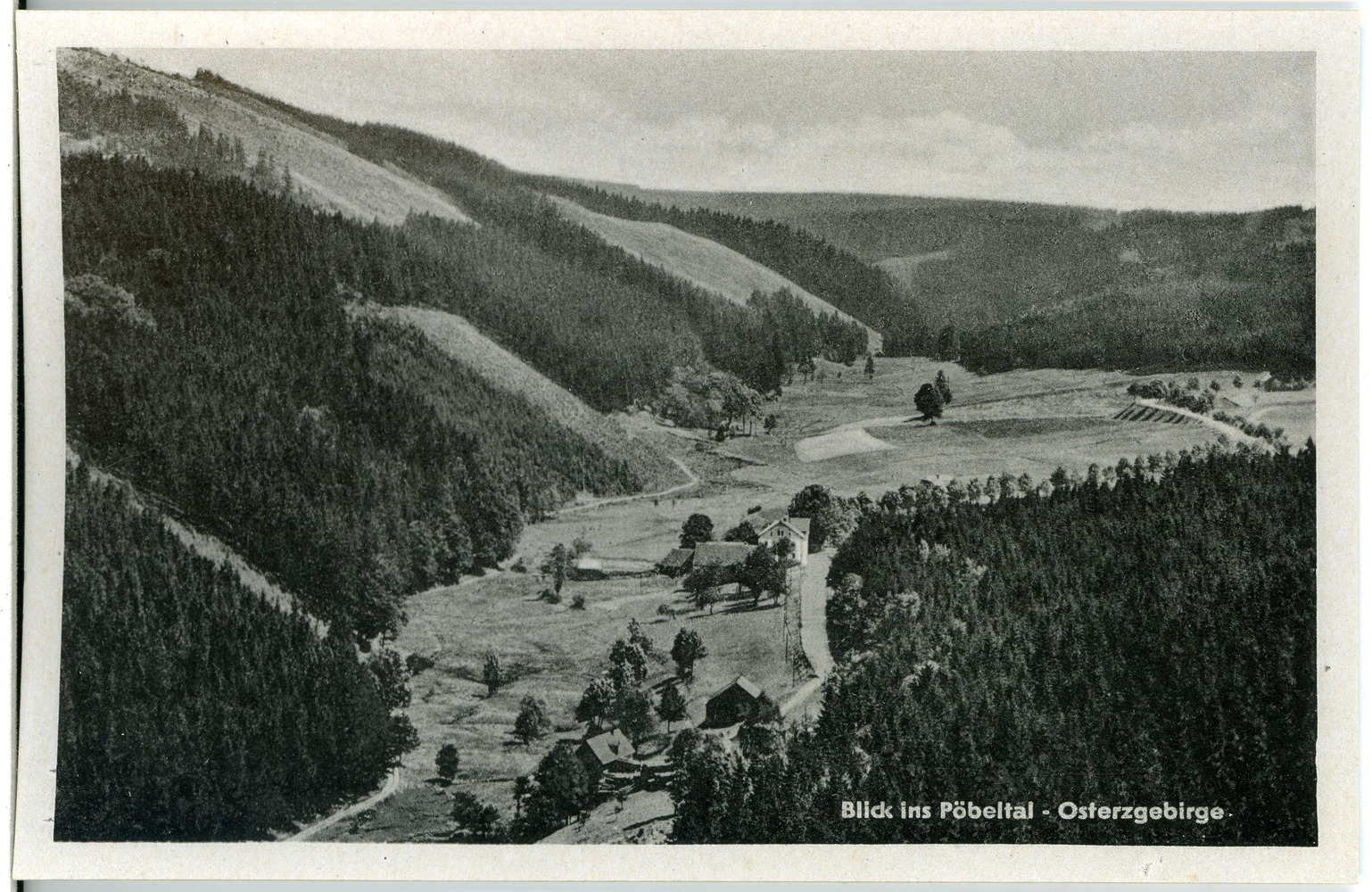
Blick zum Gasthof "Brauerei" in Oberpöbel (1943)

Oberpöbel ist ein Ortsteil der sächsischen Großen Kreisstadt Dippoldiswalde im Landkreis Sächsische Schweiz-Osterzgebirge.

## Geografie
Oberpöbel liegt etwa sechs Kilometer südlich von Schmiedeberg im Osterzgebirge an der Staatsstraße 183 nach Rehefeld-Zaunhaus (Stadt Altenberg). Westlich von Oberpöbel fließt die Wilde Weißeritz, die in ihrem späteren Verlauf zur Talsperre Lehnmühle aufgestaut wird.

### Nachbarorte
| Ammelsdorf | Bärenfels                                   | Kipsdorf      |
| Schönfeld  | Kompassrose, die auf Nachbargemeinden zeigt | Waldbärenburg |
| Seyde      |                                             | Schellerhau   |

## Geschichte

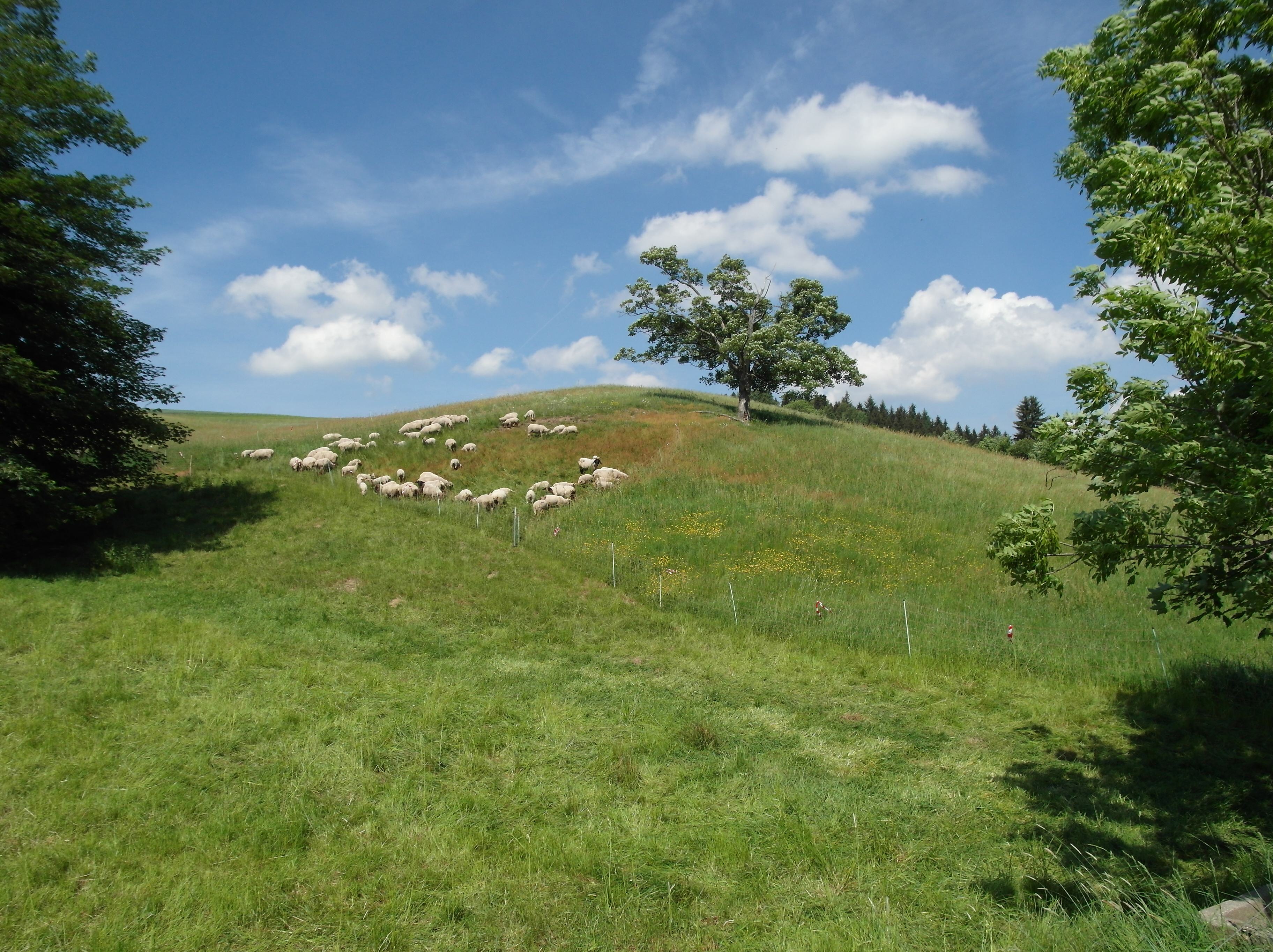
Schafherde in Oberpöbel

Im Jahr 1598 war Oberpöbel als Ortsteil von Schellerhau zum Amt Altenberg gehörig. Ab 1834 gehörte der Ort zu Schönfeld. Von 1856 bis 1875 gehörte Oberpöbel dem Gerichtsamt Dippoldiswalde an, danach der Amtshauptmannschaft Dippoldiswalde. 1842 betrug die Fläche der Gemarkung 41 Hektar. 1952 wurde Oberpöbel Teil des Kreises Dippoldiswalde, der 1994 in den Weißeritzkreis überging. 1996 wurden Schönfeld und Oberpöbel nach Schmiedeberg eingemeindet. Oberpöbel wurde im August 2008 Teil des aus dem Landkreis Sächsische Schweiz und dem Weißeritzkreis gebildeten Landkreises Sächsische Schweiz-Osterzgebirge. Seit dem 1. Januar 2014 gehört Oberpöbel zu Dippoldiswalde.

### Entwicklung der Einwohnerzahl
Entwicklung der Einwohnerzahl Oberpöbels:
| Jahr | Einwohner |
| ---- | --------- |
| 1598 | 3 Häusler |
| 1834 | 15        |
| 1871 | 14        |
| 1890 | 12        |
| 2006 | 20        |
| 2007 | 19        |
| 2008 | 17        |

| Jahr | Einwohner |
| ---- | --------- |
| 2009 | 19        |
| 2010 | 19        |
| 2011 | 18        |
| 2012 | 21        |
| 2013 | 20        |
| 2014 | 20        |
| 2020 | 17        |